# Alexandre Dumas (generale)
Thomas Alexandre Davy de la Pailleterie detto "il Generale Dumas" (Jérémie, 25 marzo 1762 – Villers-Cotterêts, 26 febbraio 1806) è stato un generale francese.
Era il padre del celebre scrittore Alexandre Dumas, l'autore de I tre moschettieri, e il nonno di Alexandre Dumas figlio, l'autore de La signora delle camelie.
Era di origini nobili: suo padre era il marchese Alexandre-Antoine Davy de la Pailleterie (20 giugno 1714 - 15 giugno 1786), che prestò servizio nell'esercito francese come generale d'artiglieria nella colonia di Saint-Domingue, l'odierna Haiti. Sua madre, invece, era la schiava nera Marie Cessette, che tutti chiamavano la femme du mas - come a dire "la donna della masseria".

## Biografia
Marie Cessette morì a Saint-Domingue per dissenteria quando Alexandre, il più grande dei figli, aveva 12 anni. A quel punto il marchese Davy de la Pailleterie decise di ritornare in Francia e vendette tutti i propri figli come schiavi, riservandosi però il diritto di riscatto per il primogenito. Diritto che dopo breve tempo esercitò: si recò nelle colonie, liberò Alexandre dalla schiavitù e lo riportò con sé in Francia. Così il giovane assunse il cognome del padre e ricevette l'educazione di un gentiluomo della sua epoca.
Nel 1786, però, a 24 anni, Alexandre si arruolò nell'esercito francese come semplice cavaliere sotto il nome di Thomas-Alexandre Dumas, assumendo il cognome, o meglio il soprannome, della defunta madre. Sulla ragione dell'abbandono del cognome paterno e del titolo aristocratico esistono due diverse versioni. Secondo la prima, l'intento era quello di proteggere la reputazione del padre nobile. Secondo l'altra versione, suo padre era in procinto di sposare una donna francese e questo non piaceva ad Alexandre (poiché sua madre non era mai stata la legittima moglie del marchese), che, quindi, ne ripudiò il cognome ed i privilegi nobiliari.
Allo scoppio della Rivoluzione francese, Alexandre era nel suo reggimento a Villers-Cotterêts per proteggere la regione. Inizialmente, prestò servizio sotto il generale Dumouriez nell'Esercito del Nord. La sua carriera nell'esercito fu rapida e folgorante, anche aiutata da una prestanza fisica e da un coraggio eccezionali. Quando Alexandre raggiunse il grado di colonnello, nel 1792, sposò Marie-Louise Elisabeth Labouret, una ragazza conosciuta in una locanda.
Durante la Rivoluzione, si distinse come ufficiale capace e valoroso ed assunse il grado di generale all'età di 31 anni. Come generale, combatté nella Guerra di Vandea (1793-1796), nella Campagna d'Italia (1796-1797) e nella Campagna d'Egitto (1798-1800).
Nel 1799, però, proprio in Egitto, Alexandre disse apertamente, a Napoleone, che lui, come anche il resto del personale militare, trovava del tutto insensata la campagna; e aggiunse di essere disposto a continuare a combattere per lui purché facesse l'interesse della Francia, e non il suo interesse personale. Napoleone s'infuriò e accusò il Général Dumas di diserzione. Così Alexandre fu congedato e non poté più prestare servizio nell'esercito francese.
Sulla via del ritorno in Francia, una tempesta costrinse la sua nave a fermarsi a Taranto dove Alexandre fu imprigionato dal re di Napoli Ferdinando IV (il futuro Ferdinando I delle Due Sicilie), che, in quel momento, era in guerra con la Francia e, quindi, lo prese in ostaggio. La prigionia del generale durò due anni. Per tutto quel tempo, fu lasciato a languire in una cella buia, nella penuria di cibo e senza poter ricevere visite; pare che si tentasse anche di avvelenarlo con l'arsenico, ma senza successo. Al momento del rilascio, aveva, ormai, gli arti semiparalizzati, era quasi cieco da un occhio e sordo da un orecchio; la sua leggendaria forza fisica era soltanto un ricordo.
Durante i due anni di carcere, la Francia non tentò mai di negoziare il suo rilascio e, al ritorno in patria, non gli venne neppure assegnata una pensione. Napoleone non gli perdonò mai il suo orgoglio. Il generale morì per un cancro allo stomaco il 26 febbraio 1806. Suo figlio, il futuro autore de I tre moschettieri, aveva 3 anni e mezzo.